# Batalla de Andagoste
La batalla de Andagoste fue un enfrentamiento bélico que tuvo lugar entre legionarios romanos e indígenas en el valle de Cuartango, Álava, en torno al año 38 a. C.

## Descubrimiento
En 1998 a raíz de las obras realizadas para la traída de aguas al municipio de Cuartango (Álava), se encontraron varias balas de plomo para hondas en el terreno, lo que hizo que se solicitara permiso para su excavación. La dirección fue concedida a su descubridor, José Antonio Ocharan.

## Desarrollo de la batalla
Las monedas encontradas enmarcan la batalla en una serie de movimientos militares previos al desarrollo de las guerras cántabras. Dadas las dimensiones del recinto de defensa que se encontró, y dado que estaba a medio construir, se supone que entre una o dos cohortes (de 1000 a 1500 legionarios) intentaron completar su construcción mientras estaban siendo atacados por indígenas.
Es probable que el contingente se viera sorprendido tras replegarse después de atacar algún castro, ya que portaban escorpiones y contaban entre sus filas con dos cuerpos auxiliares de honderos y arqueros.
Probablemente los romanos fueron derrotados ya que se luchó dentro del campamento, no se terminó la fortificación y se pudo comprobar la existencia de un «pasillo» de huida hacia Urbina Eza que dejó una particular dispersión en el terreno de clavos de caligae (sandalias de legionario).

## Identidad de los atacantes
Es probable que las cohortes romanas, tras atacar un castro cantabro o autrigón, se replegasen a territorio «amigo» por una zona controlada por los caristios, tras lo que fueron perseguidos y obligados a fortificar su posición.
Así mismo, es plosible que los padres de algunos de los atacantes hubieran servido como tropas auxiliares en la guerra de Sertorio, lo que les habría facilitado la victoria al conocer el tipo de tácticas empleadas por los romanos.

## Importancia de los objetos descubiertos
Constituyen los vestigios más antiguos de la presencia romana en el País Vasco, en donde se había encontrado una única bala de plomo, por D. José Miguel de Barandiarán; en Andagoste se encontraron 114. Tampoco se había hallado ningún clavo de caliga de tipo antiguo (anterior al 22 a. C.); en Andagoste se hallaron más de 600.

## Visitas
Esta batalla cuenta con un centro de interpretación en la torre de Urbina de Basabe que se puede visitar durante la época estival.